# Robert Bauman
Pour les articles homonymes, voir Bauman.
Robert Edmund Bauman est un homme politique américain, né le 4 avril 1937 à Bryn Mawr en Pennsylvanie.

## Biographie

### Jeunesse et carrière professionnelle
Robert Bauman passe son adolescence à Easton, dans le Maryland. Au début des années 1950, il est page au Congrès des États-Unis. Il épouse Carol Dawson en 1960. Diplômé en affaires internationales puis d'un doctorat en droit à Georgetown, il devient avocat en 1964.

### Carrière politique
Après un mandat passé au Sénat du Maryland, Robert Bauman est élu à la Chambre des représentants des États-Unis en août 1973, à l'occasion d'une élection partielle provoquée par la mort de William O. Mills (en) en rassemblant 51,2 % des voix. Il y représente une circonscription de l'Eastern Shore du Maryland. Il est réélu avec 54,1 % des suffrages en 1976 et 63,5 % en 1978.
Au Congrès, il est réputé pour ses positions conservatrices et religieuses,. Il a notamment participé à la fondation de l'American Conservative Union en 1964.
En octobre 1980, il est accusé d'avoir sollicité des rapports sexuels auprès d'un prostitué de 16 ans, rencontré dans une boite gay de Washington,. Il plaide non coupable, mais accepte un accord avec le procureur : il évoque son alcoolisme et ses « tendances homosexuelles » et n'est contraint qu'à suivre un programme d'aide pour alcooliques. Le mois suivant, il est ne réunit que 48 % des suffrages aux élections et est battu par le démocrate Roy Dyson (en). Les charges contre Bauman sont abandonnées lorsqu'il finit son programme d'aide.

### Après le Congrès
Après le scandale, sa femme quitte le domicile conjugal avec leurs enfants et obtient l'annulation de leur mariage.
Robert Bauman est à nouveau candidat en 1982. Cependant, un adversaire républicain utilise le scandale à des fins politiques et Bauman se retire avant les primaires républicaines,, au cours desquelles il réunit toutefois 40,7 % des voix. L'ancien représentant se retire alors de la vie politique et exerce la profession d'avocat puis de lobbyiste dans la capitale américaine.
En 1983, il fait publiquement son coming out. Trois ans plus tard, il publie The Gentleman from Maryland: The Conscience of a Gay Conservative. La même année, il déménage en Floride.